# Estercoranistas
Se da el nombre de estercoranistas a los que creían que el cuerpo de Jesucristo recibido en la eucaristía estaba sujeto a la digestión y sus consecuencias como los demás alimentos.
El tratado de Pascasio sobre la presencia real publicado a mediados del siglo noveno suscitó una larga y empeñada controversia acerca del modo cómo debía entenderse este dogma importante del cristianismo. De ahí nacieron una porción de cuestiones y entre otras cosas se indagó si alguna parte de la Eucaristía estaba sujeta a ser evacuada como los demás alimentos.
Algunos opinaron que las especies del pan y del vino subsistentes aun después de la consagración estaban sujetas a las diferentes alteraciones que experimentan loa alimentos. Otros creyeron por el contrario que era indecente suponer que alguna cosa de lo perteneciente a la Eucaristía pasaba por los diferentes estados a que están sujetos los alimentos ordinarios y dieron el nombre de estercoranistas a los que llevaban la opinión contraria; pero injustamente, porque nadie creía que fuese digerido el cuerpo de Jesucristo. 
Algunos latinos trataron también de estercoranistas a los griegos, porque estos pretendían que no debía decirse misa en cuaresma, excepto el sábado y el domingo que son días en que ellos no ayunaban jamás y hasta suponían que el celebrar el santo sacrificio era una práctica contraria a la tradición apostólica. El cardenal Humberto creyó que los griegos condenaban esta costumbre porque la recepción de la Eucaristía quebrantaba el ayuno, y achacándoles la opinión de que nuestro cuerpo se sustenta del cuerpo de Jesucristo los llamó estercoranistas, pero se equivocó. Los griegos prohibían la celebración del santo sacrificio en los días de ayuno, porque los consideraban como días de dolor y tristeza, en los cuales no debía celebrarse el misterio de la Eucaristía que es de gozo y contento.
Así parece cierto que el estercoranismo es un error imaginario; pero no una herejía. Respecto de la cuestión entablada sobre la suerte de las especies eucarísticas cuando están en el estómago, unos han creído que se aniquilaban; otros que se convertían en la sustancia de la carne que debe resucitar un día. Esta opinión fue muy común en el siglo noveno y siguientes. Desde entonces los teólogos no dudaron de que las especies eucarísticas pueden corromperse y alterarse. 